# 音松君
音松君（日语：／ Oto Matsu-kun）是日本偶像男子组合SMAP于1992年4月18日至1995年9月30日期间每周六23点30分至24点整（通称“松下时段”）在富士电视台综艺节目《梦的MORI MORI》中所饰演的六兄弟角色。 这个名称来自于《小松君》。

## 组合简介
- 音松君被设定为经营舞蹈教室的音博子（森口博子）的六胞胎弟弟，名字都以“单字颜色名”＋“松”的形式命名。他们通常穿着领子颜色与他们名字颜色一致的诘襟（日语：詰襟）和没有纽扣的学生服。

- 每个角色的性格都根据与图像颜色相关的事物来设定。这部由SMAP所主演的情景喜剧不仅被杰尼斯事务所及偶像粉丝所熟悉，同时也被广大公众所了解。

- 由于设定上的原因，所以并不知道他们之间的大小排序。

- 随后SMAP的成员代表色沿用了剧中的颜色，除了在“BISTRO SMAP（日语：BISTRO SMAP）”中，稻垣吾郎与中居正广交换了各自的代表色。[2] 而在森且行退队成为赛车手后，其头盔上张贴着其他五位成员代表色的星星；尤其是在SMAP解散后，这件事常常被媒体提及。

- 在2006年5月1日播出的《SMAP×SMAP》，除白松（森且行）外，其余五人以“音松君归来”的名义在舞台复活。

- 而在2013年9月30日播出的《SMAP GO!GO!（日语：SMAP GO!GO!）》中，首次在节目里出现了森且行退队后的画面，让音松君得以六人的完整体呈现。

## 组合成员
| 角色名 | 饰演者   | 角色简介                                               |
| ------ | -------- | ------------------------------------------------------ |
| 青松   | 中居正广 | 喜爱蓝天与大海的青春热血体育系单细胞男人。             |
| 赤松   | 木村拓哉 | 用冷酷表情与热烈红玫瑰魅惑女性的男人。                 |
| 桃松   | 稻垣吾郎 | 早熟、顽皮、爱妄想的少年。                             |
| 白松   | 森且行   | 以“清纯正直”为座右铭的白眼镜优等生。                   |
| 黄松   | 草彅刚   | 喜欢咖喱并有说话带“印度”的口癖。                       |
| 绿松   | 香取慎吾 | 热爱大自然并喜欢说话时夹带“生态”的口癖，经常手捧盆景。 |

## 主要作品

### CD单曲
- 微笑战士 音乐忍者

### 视频
- 梦的MORI MORI Special Live
- 梦的MORI MORI Super Live

## 关联作品
- SMAP
- 梦的MORI MORI（日语：夢がMORI_MORI）